# Tragedia amerykańska
Tragedia amerykańska (ang. An American Tragedy) – powieść Theodore’a Dreisera wydana w 1925 roku (wyd. pol. 1929-1930, tłum. Józefa Zydlerowa). Tragedia amerykańska jest jedynym z najgłośniejszych dzieł literatury amerykańskiej pierwszej połowy XX wieku, stała się wzorcem dla dydaktycznego nurtu w literaturze pięknej pierwszej połowy XX w., który rozwinął się pod jej wpływem.
Za bazę fabuły Dreiser wziął słynną historię zabójstwa Grace Braun przez Chestera Gillette'a z 1906 roku. Przebieg procesu szeroko naświetlały amerykańskie gazety, których archiwalne numery Dreiser wykorzystał do napisania swojego dzieła.
Na podstawie powieści w 1951 George Stevens wyreżyserował film pt. Miejsce pod słońcem (ang. A Place in the Sun).

## Fabuła
W Kansas City Griffithsowie z czwórką dzieci prowadzą misję religijną, rozdając broszury przechodniom i śpiewając psalmy na ulicy. Asa Griffiths, ojciec rodziny, ma niepraktyczny charakter, dlatego rodzina ledwo wiąże koniec z końcem. Starszemu chłopcu, Clyde'owi, nie podoba się to zajęcie, ale jego rodzice gorliwie zajmują się sprawą nawracania zagubionych dusz, znajdując w niej moralne zadowolenie. Młody Clyde Griffiths dąży do wyrwania się z tego nudnego świata. Zatrudnia się jako pomocnik sprzedawcy wody sodowej w aptece, następnie jako posłaniec w Green-Davidson Hotel. Praca w hotelu nie wymaga szczególnych umiejętności i daje wysokie napiwki, co pozwala mu nie tylko pomagać rodzinie, ale też kupować sobie dobre ubrania i nieco odkładać.
Koledzy w pracy przyjmują Clyde’a do swojej paczki, a on zachwyca się nowym wesołym życiem. Poznaje Hortensję Briggs, która wykorzystuje uczucie Clyde’a dla materialnych zysków. Clyde dołącza do wyjazdu za miasto na packardzie, wziętym bez pozwolenia przez jednego z boyów hotelowych, Sparsera, z garażu bogacza, u którego pracuje jego ojciec. W drodze powrotnej pogoda się psuje, zaczyna padać śnieg i dochodzi do wypadku, w wyniku którego ginie jedenastoletnia dziewczynka. Uciekający przed policją packard przewraca się, wszyscy, poza Sparserem i jedną z pasażerek, uchodzą z miejsca wypadku. Następnego dnia gazety informują o wypadku. Sparser zostaje aresztowany. Podczas śledztwa wymienia nazwiska wszystkich biorących udział w wyjeździe za miasto.
Bojąc się więzienia, Clyde opuszcza Kansas City. Przez trzy lata ukrywa się pod fałszywym nazwiskiem i wykonuje ciężką, mało opłacalną pracę. Pewnego dnia w Chicago spotyka Ratterera, swojego kolegę z Kansas City i jednego z uczestników wypadku. Ratterer pomaga Clyde'owi zatrudnić się w eleganckim Union League Club w charakterze posłańca. Dwudziestoletni Clyde jest zadowolony z życia do czasu, aż w klubie spotyka swojego stryja Samuela Griffithsa, bogatego fabrykanta z Lycurgus (miejsce fikcyjne), właściciela Collar and Shirt Company. Stryj obiecuje pracę i możliwości kariery w swojej fabryce kołnierzyków. Clyde wyrusza do Lycurgus, uważając, że jest to perspektywiczna propozycja.
Gilbert Griffiths, kuzyn Clyde’a, jest niezadowolony z przybycia brata do Lycurgus i darzy go zdecydowaną niechęcią. Z tego powodu przydziela go do mało opłacalnej i ciężkiej pracy w dziale dekoratorskim w piwnicach fabryki. Clyde wynajmuje stancję i ma nadzieję, że wkrótce awansuje. Miesiąc później Samuel Griffiths interesuje się postępami bratanka. Gilbert wydaje niepochlebną opinię o bracie stryjecznym, twierdząc, że ten nie ma wykształcenia, celu, ani twardego charakteru, więc nie zdoła zrobić kariery. Mimo to Samuel daje Clyde'owi szansę. Wbrew życzeniu Gilberta zaprasza go na rodzinny obiad. Tutaj Clyde poznaje pozostałą rodzinę stryja oraz koleżanki swojej kuzynki – Bertinę Cranston i Sandrę Finchley, córki miejscowych fabrykantów. Na prośbę ojca Gilbert kieruje Clyde’a do lżejszej, bardziej prestiżowej i popłatnej pracy na stanowisku kierownika jednego z mniejszych działów, zatrudniającego same kobiety. Gilbert nakazuje Clyde'owi zachowywać powściągliwość w kontaktach z nimi.
Zakład dostaje duże zlecenie, co powoduje konieczność zwiększenia liczby personelu. Jedną z nowych pracownic jest Roberta Alden, która podoba się Clyde'owi. Młodzi zaczynają spotykać się w tajemnicy i, wobec nacisków Clyde'a, szybko zostają kochankami. Wkrótce jednak ponownie on spotyka Sandrę Finchley, która zaprasza Clyde’a na wieczór taneczny w gronie złotej młodzieży Lycurgus, a z czasem coraz bardziej okazuje mu swoje zainteresowanie. Wobec związku z bogatą Sandrą, Roberta schodzi na dalszy plan, jednak po pewnym czasie okazuje się, że jest w ciąży. Clyde nieudolnie próbuje rozwiązać jej problem, lecz leki na poronienie są nieskuteczne, a lekarz odmawia przeprowadzenia nielegalnej aborcji. Jedynym rozwiązaniem staje się ślub, którego Clyde, mając w perspektywie świetny ożenek z Sandrą, chce uniknąć. Porzucona kochanka jest przerażona i, w razie dalszego braku pomocy, gotowa opowiedzieć o wszystkim Samuelowi Griffithsowi. Clyde ma nadzieję, że uda mu się wybrnąć i znaleźć innego lekarza. Jeśli nie, to formalnie poślubi Robertę i będzie ją utrzymywać, aż będzie zdolna wrócić do pracy. Do czasu, aż Clyde znajdzie rozwiązanie, Roberta jedzie do rodziców na farmę.
W jednej z gazet Clyde przypadkiem czyta notę prasową o tragedii na jeziorze Pass. Mężczyzna i kobieta utonęli podczas przejażdżki łódką. Ciało kobiety znaleziono, mężczyzny – nie. Pod wrażeniem tej historii oraz listu od Roberty, która nie jest w stanie dłużej czekać, Clyde decyduje się na morderstwo. Zaprasza Robertę nad jezioro Big Bittern Lake, obiecując, że się z nią ożeni. Nie wierzy, że będzie zdolny do morderstwa. Podczas przejażdżki po jeziorze Clyde jest ponury i zamyślony. Roberta boi się jego nastroju. Gdy próbuje go dotkąć, Clyde przypadkiem uderza ją aparatem fotograficznym i odpycha od siebie. Łódka się przewraca, a jej burta uderza Robertę w głowę. Clyde nie spieszy na ratunek i Roberta tonie.
Detektyw Heit i prokurator Maison prowadzą śledztwo i tropią Clyde’a w sprawie utonięcia Roberty. Ten na początku nie przyznaje się, że był z nią na jeziorze, ale doświadczony Maison szybko to udowadnia. Clyde zostaje aresztowany i postawiony przed sądem. Samuel Griffits jest zszokowany, jednak wynajmuje dobrych adwokatów. Pomimo ich starań, Maison wygrywa sprawę i Clyde zostaje skazany na karę śmierci. Bogaci krewni nie są zainteresowani apelacją. Clyde zostaje przeniesiony do więzienia Auburn, zwanego Domem Śmierci. Jego matka próbuje zdobyć pieniądze potrzebne na apelację. Mimo iż się jej udaje, sąd potwierdza wyrok. Clyde zostaje stracony na krześle elektrycznym.